# 239-es busz (Budapest)

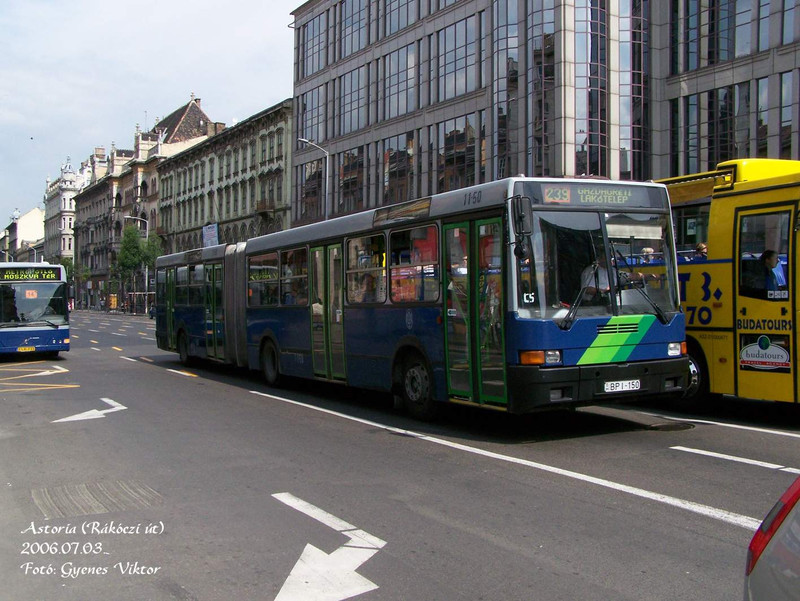
A 239-es busz elődje, a -es az Astoriánál

A budapesti 239-es jelzésű autóbusz a Bosnyák tér és a Gazdagréti tér között közlekedett. A vonalat a Budapesti Közlekedési Zrt. üzemeltette. A járműveket a Kelenföldi autóbuszgarázs állította ki.
Szombaton és munkaszüneti napon nem közlekedett.

## Története
A korábban 239-es jelzéssel közlekedő járat 2008. augusztus 21-étől 239-es jelzéssel közlekedett az Uránia és a Gazdagréti lakótelep között munkanapokon csúcsidőben. Az Uránia és Fehérló utca között gyorsjárati jellege megmaradt.
2009. október 20-ától a Sánc utcánál is megállt.
A 2014-ben indult 4-es metró miatt a járat megszüntetését tervezték, azonban a társadalmi igényt figyelembe véve meghagyták a járatot. 2014. március 31-étől útvonala meghosszabbodott a Bosnyák térig.
2014. október 4-étől minden érintett megállóban megállt.
2016. június 3-án üzemzárással megszűnt, helyette a 108E jelű buszjáratot indították, mely hosszabb útvonalon, rövidebb üzemidővel és eltérő megállási renddel közlekedik.

## Járművek
A Budapesti Közlekedési Zrt. kelenföldi autóbuszgarázs adta ki a járműveket a vonalra, 2015 őszéig[forrás?] Ikarus 435-ösök vegyesen közlekedtek Volvo 7700A típusú autóbuszokkal, majd ezután kizárólag a Volvo 7700A-k szolgálták ki a vonalat. Néha ezektől eltérő járművek is közlekedtek a vonalon.

2010 májusában két új buszt, az Ikarus V187, és a Credo Citadell 19-es típust tesztelték több vonalon, köztük május 17–19. között a 239-es járat vonalán is.

## Útvonala
| Gazdagréti tér felé | Bosnyák tér felé |
| --- | --- |
| Bosnyák tér vá. – Thököly út – Rákóczi út – Kossuth Lajos utca – Ferenciek tere – Szabad sajtó út – Erzsébet híd – Hegyalja út – Budaörsi út – Gazdagréti út – Rétköz utca – Gazdagréti tér vá. | Gazdagréti tér vá. – Rétköz utca – Gazdagréti út – Lapu utca – autópálya – Budaörsi út – Hegyalja út – Erzsébet híd – Szabad sajtó út – Ferenciek tere – Kossuth Lajos utca – Rákóczi út – Thököly út – Bosnyák tér vá. |

## Megállóhelyei
| 0  | Bosnyák tér végállomás          | 42 | 7, 7E, 32, 107, 110, 112, 124, 125, 133, 233, 277 3, 62, 62A                                                                                                   |
| 1  | Bosnyák tér                     | ∫  | 7, 7E, 32, 107, 110, 112, 124, 125, 133, 233, 277 3, 62, 62A                                                                                                   |
| 3  | Tisza István tér                | 40 | 7, 107, 110, 112, 133, 233 82 |
| 4  | Amerikai út                     | 39 | 7, 110, 112 |
| 6  | Zugló vasútállomás              | 37 | 5, 7, 7E, 107, 110, 112, 133, 233 1 72 S20 , S21 , S50 , Z50 , S51 , IC, sebesvonat, gyorsvonat                                                                |
| 7  | Zugló vasútállomás (Hermina út) | ∫  | 110, 112 72 |
| 8  | Stefánia út / Thököly út        | 35 | 5, 7, 110, 112 72, 75 |
| 9  | Cházár András utca              | 34 | 5, 7, 110, 112 |
| 10 | Reiner Frigyes park             | 33 | 5, 7, 30, 30A, 110, 112, 133, 230, 233 |
| 12 | Keleti pályaudvar M             | 31 | 5, 7, 7E, 8, 20E, 30, 30A, 107, 110, 112, 133, 178, 230, 233 24 73, 76, 78, 79, 80, 80A 1102 X10 , S60 , G60 , Z60 , S80 , IC, EC, EN, sebesvonat, gyorsvonat, |
| 14 | Huszár utca                     | 29 | 5, 7, 8, 110, 112, 178 73, 76, 79 |
| 16 | Blaha Lujza tér M               | 27 | 5, 7, 7E, 8, 99, 107, 110, 112, 133, 178, 217E, 233 4, 6, 28, 28A, 37, 37A, 62 74                                                                              |
| 18 | Uránia                          | 26 | 5, 7, 8, 110, 112, 178 74 |
| 19 | Astoria M                       | 24 | 5, 7, 8, 9, 15, 107, 110, 112, 115, 133, 178, 233 47, 47B, 49 74                                                                                               |
| 21 | Ferenciek tere M                | 22 | 5, 7, 8, 107, 110, 112, 133, 178, 233 |
| 21 | Március 15. tér                 | 21 | 8, 15, 110, 112, 115 2 |
| 23 | Döbrentei tér                   | 19 | 5, 8, 110, 112, 178 19, 41, 56, 56A |
| 25 | Sánc utca                       | 18 | 8, 27, 110, 112, 178 |
| 27 | Mészáros utca                   | 17 | 8, 110, 112 |
| ∫  | BAH-csomópont                   | 16 | 8, 110, 112, 139, 140, 140A, 142, 212, 253 17, 61 |
| 29 | Muskotály köz                   | ∫  | 139, 140, 140A, 142, 253 |
| 31 | Fehérló utca                    | 13 | 139, 140, 140A, 142, 253 |
| 33 | Dayka Gábor utca                | 10 | 53, 139, 140, 140A, 142, 150, 252, 253 |
| 34 | Sasadi út                       | 9  | 8, 40, 40B, 40E, 53, 87, 88, 139, 140, 140A, 142, 150, 172, 172B, 173, 187, 188E, 240, 252, 253, 272 721, 731, 760, 767 1251, 1253, 1256                       |
| 35 | Nagyszeben út                   | ∫  | 8, 87, 88, 88B, 139, 140, 140A, 142, 153, 153A, 154 |
| ∫  | Jégvirág utca                   | 7  | 8, 87, 88, 139, 140, 140A, 142, 153, 153A, 154 |
| 36 | Gazdagréti út                   | 6  | 8, 40, 40B, 87, 88, 88B, 139, 140, 140A, 153, 153A, 154, 240                                                                                                   |
| 37 | Nagyszeben tér                  | 5  | 8, 139 |
| 38 | Regős köz                       | 4  | 8, 139 |
| 39 | Frankhegy utca                  | 3  | 8, 139 |
| 40 | Kaptárkő utca                   | 2  | 8, 139 |
| 41 | Telekes utca                    | 1  | 8, 139 |
| 42 | Gazdagréti tér végállomás       | 0  | 8, 139, 153, 153A, 154 |